# Autoimmunthyreopathie
Autoimmunthyreopathien (englisch autoimmune thyroiditis) sind chronisch entzündliche Schilddrüsenerkrankungen, die durch eine Fehlregulation der spezifischen Immunabwehr (B-Zellen und T-Zellen) verursacht sind. Meist treten Autoimmunthyreopathien nach Virusinfekten auf, gelegentlich auch nach einer subakuten Thyreoiditis. Genetische Faktoren spielen für ihre Entwicklung eine Rolle.

## Einteilung
Folgende Einteilung wurde vorgeschlagen:
- Typ 1: euthyreote Stoffwechsellage
  - 1A: mit Struma (Hashimoto-Thyreoiditis)
  - 1B: ohne Struma (Ord-Thyreoiditis)
- Typ 2: Hypothyreose
  - 2A: mit Struma (Hashimoto-Thyreoiditis)
  - 2B: ohne Struma (Ord-Thyreoiditis)
- Typ 3: Morbus Basedow
  - 3A: mit Hyperthyreose
  - 3B: mit euthyreoter Stoffwechsellage
  - 3C: mit Hypothyreose

## Psychische Begleitsymptome
Antikörper gegen Schilddrüsengewebe lassen sich vermehrt in Patienten mit Depression nachweisen. Eine Autoimmun-Thyreoiditis tritt häufig gepaart mit einer bipolaren Störung auf. Kausalitäten mit der oft angewandten Lithiumtherapie der Patienten konnte dabei ausgeschlossen werden. Eine Autoimmun-Thyreoiditis ist ein Teil der genetischen Anfälligkeit und ein möglicher Endophänotyp für eine bipolare Störung.